# Llista de reis de Mallorca
| Escut d'armes dels reis de Mallorca derivat dels comtes de Barcelona. |  | Escut d'armes dels reis de Mallorca derivat dels comtes de Barcelona. |
| Escut d'armes dels reis de Mallorca derivat dels comtes de Barcelona. |  | Escut d'armes dels reis privatius de Mallorca.                        |

El que segueix és la llista de reis de Mallorca des de la creació del Regne de Mallorca per Jaume I el Conqueridor el 1229 fins a la promulgació dels Decrets de Nova Planta el 1715.

## Casal d'Aragó
| Imatge | Nom                    | Inici | Final | Comentaris                                                         |
| ------ | ---------------------- | ----- | ----- | ------------------------------------------------------------------ |
|        | Jaume I el Conqueridor | 1229  | 1276  | Rei d'Aragó i comte de Barcelona. Conquerí Mallorca als musulmans. |

### De regne sobirà a regne privatiu
| Imatge | Nom                 | Inici | Final | Comentaris |
| ------ | ------------------- | ----- | ----- | --- |
|        | Jaume II el Bon Rei | 1276  | 1285  | Fill de l'anterior (primer cop). De 1276 a 1279 rei sobirà, fou obligat a infeudar-se a Pere el Gran, esdevenint rei privatiu. |

### Primera reincorporació a laCorona d'Aragó
| Imatge | Nom               | Inici | Final | Comentaris |
| ------ | ----------------- | ----- | ----- | --- |
|        | Alfons I el Franc | 1285  | 1291  | Com a Alfons III d'Aragó. Nebot de l'anterior, va conquerir el regne per ordre del seu pare, Pere el Gran, que morí abans que finalitzàs. |
|        | Jaume el Just     | 1291  | 1295  | Com a Jaume II d'Aragó. Germà de l'anterior, va renunciar al regne per la pau d'Anagni.                                                   |

### Regne privatiu
| Imatge | Nom                 | Inici | Final | Comentaris |
| ------ | ------------------- | ----- | ----- | --- |
|        | Jaume II el Bon Rei | 1295  | 1311  | Segon cop. |
|        | Sanç I              | 1311  | 1324  | Fill segon de l'anterior. |
|        | Jaume III           | 1324  | 1343  | Nebot de l'anterior, perdé el regne pel procés contra ell iniciat per Pere el Cerimoniós, intentà recuperar el reialme fins a la seva mort el 1349 a la batalla de Llucmajor. |

#### Pretendents
| Imatge | Nom                  | Inici | Final | Comentaris                                                                             |
| ------ | -------------------- | ----- | ----- | -------------------------------------------------------------------------------------- |
|        | Jaume IV             | 1349  | 1375  | Fill de Jaume III. Intenta recuperar el regne el 1374, ajudat per Lluís I de Provença. |
|        | Elisabet de Mallorca | 1375  | 1403  | Filla de Jaume III i germana de Jaume IV.                                              |

### Segona reincorporació a la Corona d'Aragó
| Imatge | Nom                    | Inici | Final | Comentaris                              |
| --- | ---------------------- | ----- | ----- | --------------------------------------- |
| | Pere III el Ceremoniós | 1343  | 1387  | Cunyat de Jaume III, conquerí el Regne. |
| | Joan I el Caçador      | 1387  | 1396  | Fill de l'anterior.                     |
| | Martí I l'Humà         | 1396  | 1410  | Germà de l'anterior.                    |
| Després de la mort sense descendència de Martí l'Humà, interregne (1410-1412) que s'acaba amb el Compromís de Casp. |                        |       |       |                                         |

## Casa de Trastàmara
| Imatge | Imatge | Nom                   | Inici | Final | Comentaris           |
| ------ | ------ | --------------------- | ----- | ----- | -------------------- |
|        |        | Ferran I d'Antequera  | 1412  | 1416  | Nebot de Martí I.    |
|        |        | Alfons II el Magnànim | 1416  | 1458  | Fill de l'anterior.  |
|        |        | Joan II el Gran       | 1458  | 1479  | Germà de l'anterior. |
|        |        | Ferran II el Catòlic  | 1479  | 1516  | Fill de l'anterior.  |

## Casa d'Àustria
| Imatge | Nom                   | Inici | Final | Comentaris          |
| ------ | --------------------- | ----- | ----- | ------------------- |
|        | Carles I l'Emperador  | 1516  | 1556  | Net de Ferran II    |
|        | Felip I el Prudent    | 1556  | 1598  | Fill de l'anterior. |
|        | Felip II el Pietós    | 1598  | 1621  | Fill de l'anterior. |
|        | Felip III el Gran     | 1621  | 1665  | Fill de l'anterior. |
|        | Carles II l'Embruixat | 1665  | 1700  | Fill de l'anterior. |

### Guerra de Successió Espanyola
| Imatge | Nom        | Inici | Final | Comentaris                                                            |
| ------ | ---------- | ----- | ----- | --------------------------------------------------------------------- |
|        | Felip IV   | 1700  | 1706  | Besnet de Felip III. De la Casa de Borbó.                             |
|        | Carles III | 1706  | 1715  | Fe la dinastia Habsburg (cal no confondre'l amb Carles III de Borbó). |

Amb la derrota de l'arxiduc i la victòria de Felip V en la Guerra de Successió (1715) i la promulgació dels Decrets de Nova Planta (1715), es deroga el Consell de la Corona d'Aragó i els estats de la Corona d'Aragó són annexionats al Regne de Castella posant-se sota la governació del Consell de la Corona de Castella, que esdevindrà més endavant el Consell Reial. Es pot considerar que de facto, neix el Regne d'Espanya, tot i que aquest regne només existeix en virtut de la Constitució. El primer a usar el títol de rei d'Espanya serà Josep Bonaparte el 1808, en virtut de l'article 4 de la Constitució de Baiona, i en plural, rei de les Espanyes. El títol de rei de Mallorca esdevé un dels molts títols hereditaris del rei d'Espanya. Els monarques espanyols han seguit utilitzant el títol de rei de Mallorca fins a l'actualitat.